# Appointé-chef
Appointé-chef, Obergefreiter en allemand, est un ancien grade de l'Armée suisse. Il est créé au 1er janvier 2004 dans le cadre de la réforme Armée XXI et supprimé au 1er janvier 2018 à la suite de la réforme DEVA (développement de l'armée), n'ayant pas fait la preuve de son utilité.

## Obtention

Insigne d'appointé-chef dans l'armée suisse.

Créé en 2004, le grade d'appointé-chef pouvait être obtenu de deux façons différentes :
1. après 11 semaines d'école de recrues (8 semaines pour les troupes logistiques et sanitaires), les candidats à la fonction d'officier ou de sous-officier effectuaient une école de sous-officier durant 4 semaines (9 semaines pour les troupes logistiques et sanitaires). Au terme de celle-ci, ils étaient promus au grade d'appointé-chef. Les futurs sous-officiers devenaient ensuite sergent durant leur service pratique ("paiement de galon") en tant que chef de groupe. Les futurs officiers continuaient différentes écoles militaires avant de devenir sergent-chef, puis enfin lieutenant durant leur "paiement de galon" en tant que chef de section.
2. lors des cours de répétition, le commandant d'une unité pouvait promouvoir un membre de la troupe au grade d'appointé-chef, en règle générale afin que ce dernier remplisse des tâches en principe dévolues à un sous-officier.

Ces soldats avaient souvent la fonction de chef de groupe et instruisent les jeunes recrues sous la conduite du chef de section (un lieutenant ou un sergent-chef en général). Leurs ordres étaient suivis par les recrues et tous les soldats de l'armée suisse en service.
Dans la hiérarchie militaire, ce grade se situait au-dessus de celui d'appointé et au-dessous de celui de caporal.
Depuis 2018 (réforme "DEVA"), ce grade n'est plus attribué.